# Met Mike in zee
Met Mike in zee was een zomers televisiepraatprogramma uitgezonden in 1983-'85 door de Belgische zender TV1 van de BRT waarin gastheer Mike Verdrengh tal van binnen- en buitenlandse gasten ontving voor een kort geanimeerd gesprek.
Naast de interviewset was er ook een muziekpodium voorzien waar meer dan eens wereldsterren werden uitgenodigd. Het was het eerste televisieprogramma waaraan Jos Van Oosterwyck meewerkte als muzieksamensteller. De generiek werd gecomponeerd door Al Van Dam.
Gedurende de zomermaanden (vanaf midden juni tot midden september) verhuisde de opnameploeg om de 14 dagen naar een andere locatie aan de Belgische Kust. Dat waren voornamelijk de casino's. Afwisselend werd één aflevering rechtstreeks uitgezonden en de tweede opname ging de week daarop op antenne.
Na deze reeks Met Mike in Zee die het drie seizoenen volhield, volgde in 1986 het zomerse praatprogramma Mike.

## Afleveringen
- Seizoen 1: 13 juli 1983 - 14 september 1983 (10 afl.)
- Seizoen 2: 20 juni 1984 -  5 september 1984 (12 afl.)
- Seizoen 3: 3 juli 1985 - 28 augustus 1985 (9 afl.)